# Heuvelkouter
Het Bloso-centrum Heuvelkouter is een kunstijsbaan in Liedekerke in het Pajottenland. Het is een overdekte olympische 30x60m baan. Ze werd in 1983 in gebruik genomen door Bloso.
Het schaatsseizoen loopt er elk jaar van de tweede vrijdag van september tot en met de laatste vrijdag van mei.
Liedekerke telt 8 ijssportverenigingen:
- Kunstschaatsclub Heuvelkouter Liedekerke (kunstschaatsen),
- Lions Liedekerke (ijshockey),
- Shorttrackclub Heuvelkouter (shorttrack),
- Recreantenijshockey Ice Stars,
- Recreantenijshockey The Flying Turtels,
- Koninklijke Belgische Snelschaatsfederatie,
- Koninklijke Belgische Kunstschaatsenfederatie V.Z.W.
- Xtreme On Ice

De Kunstschaatsclub Heuvelkouter telt 140 leden, waaronder veelvoudig Belgisch Kampioen Kevin Van der Perren (2x brons Europese Kampioenschappen). De Lions Liedekerke spelen na enkele jaren eredivisie, sinds het seizoen 2005 - 2006 in BD2, de tweede Belgische divisie.
Aangrenzend aan de kunstijsbaan is ook een gemeentelijke sporthal en zwembad met dezelfde naam. Deze worden niet door Bloso beheerd.